# Szleipnir
Szleipnir (Sleipner, ónorvégul Sleipnir) a skandináv mitológiában Odin szürke, erős, nyolclábú lova. Szleipnir gyorsabb, mint bármely más ló, s a szélnél gyorsabban tud vágtázni. Földön, vízen és levegőben is tud haladni.
Odin nagyon szereti a lovát, és a legendák szerint ő az, aki a Valhallába viszi a háborúban elesett harcosokat. A jósnő, Sigrdrivomal szerint Odin rúnákat faragott Szleipnir fogaira.
Szleipnir apja Svadilfari, egy hegyi óriás (Bergrese) hatalmas fekete ménje. Ez az óriás felajánlotta, hogy épít egy erődöt az istenek otthona, Asgard körül. Ha sikerül felépítenie az erődöt egy szezon alatt, fizetségként a Napot, a Holdat és feleségnek Freyja istennőt kérte. Az istenek nem hitték, hogy meg tudja csinálni, és elfogadták a követeléseit. De Svadilfari erős, és az ő segítségével úgy nézett ki, hogy az óriásnak mégis sikerülni fog. Az istenek kezdtek nyugtalankodni, és elküldték a ravasz Lokit, hogy valamiképpen hátráltassa az óriást. Loki egy gyönyörű szürke kancává válik, elcsábítja Svadilfarit a gazdájától, és hagyja, hogy a mén meghágja. Loki hamarosan megszüli a varázslatos csikót, Szleipnirt. Az óriásnak lova nélkül nem sikerül időben elvégezni a feladatát. Loki visszaalakul emberré, és a lovat (Szleipnirt) később Odinnak adja.
Szleipnir nem Loki egyetlen gyermeke: testvérei a nagy és rendkívül erős farkas, Fenrir (Fenrisulven) és Jormungandr (Midgard kígyó), amely egyre növekszik, amíg körbe nem éri a földet. Van egy nővére is, Hel, aki szépséges az egyik oldalán, de élettelen, mint egy halott, a másikon. Szleipnir találkozik féltestvérével az alvilágban, ahova Odin száműzte őt, hogy a holtak úrnője legyen. De Fenrir farkas az istenek és a sötétség erői közötti utolsó csatában (Ragnarök) megöli Szleipnirt, és elnyeli őt Odinnal együtt.
Az óriás Hrungnir fogadást köt Odinnal, hogy ő és lova gyorsabb, mint Odin és Szleipnir. Hrungnir elveszíti a fogadást, és később elesik a Thor elleni harcban. A Ragnarökben Hermod és Szleipnir lemennek az alvilágba, hogy megmentsék Baldrot és Odint. Kilenc nap és kilenc éjszaka vágtatnak földön, tengeren és égen keresztül, hogy elérjenek az alvilág kapujához, amit Hél kutyája, Garm őrzött. Szleipnir bátran átugrik Garmon. Egyre mélyebbre mennek Hel birodalmába, mély szakadékok és meggyötört lelkek hada között. Még lejjebb találkoznak köpködő kígyókkal és Nidhogg sárkánnyal, aki a vérüket szívja a földi vétkezőknek. Végül elérnek az alvilág királynőjéhez, Helhez, aki megígéri, hogy kiadja Baldrot, ha minden teremtmény a földön ejt egy könnycseppet érte. Mindenki sírt, egy magányos, öreg óriásnő (Töck) kivételével, így Baldr továbbra is Hel birodalmában marad a végső csatáig. Azt mondják, hogy a gazdák mindig meghagyták az utolsó köteg gabonát Szleipnirnek abban a reményben, hogy így Odin nem károsítja meg őket, amikor arra jár.

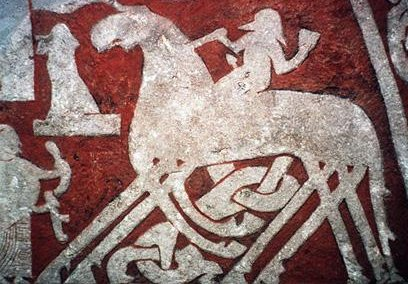
Nyolclábú lovon nyargaló lovas (tjängvidei lelet)

Néhány régi Gotlandon talált kő egy jól felszerelt lovast ábrázol nyolclábú lován. Feltételezhető, hogy ezek a képek Szleipnirt jelenítik meg. Szleipnir nyolc lába úgy is értelmezhető, mint a sebesség metaforája. Vannak azonban példák a szibériai sámánoknál, akikről azt mondták, hogy vannak nyolclábú lovaik, amelyekkel eljutnak a mennybe és az alvilágba.

## Fordítás
- Ez a szócikk részben vagy egészben  a   Szleipnir című svéd Wikipédia-szócikk fordításán alapul.  Az eredeti cikk szerkesztőit annak laptörténete sorolja fel. Ez a jelzés csupán a megfogalmazás eredetét és a szerzői jogokat jelzi, nem szolgál a cikkben szereplő információk forrásmegjelöléseként.
- Ez a szócikk részben vagy egészben  a   Sleipnir című angol Wikipédia-szócikk fordításán alapul.  Az eredeti cikk szerkesztőit annak laptörténete sorolja fel. Ez a jelzés csupán a megfogalmazás eredetét és a szerzői jogokat jelzi, nem szolgál a cikkben szereplő információk forrásmegjelöléseként.